# Frank Kitson
Sir Frank Edward Kitson, GBE, KCB, MC i Barra, DL (Kengsinton, Londres, Anglaterra, 15 de desembre de 1926 - Yelverton, Devon, Anglaterra, 2 de gener de 2024) va ser un militar anglès, general de l'Exèrcit britànic, i escriptor sobre temes militars, sobretot operacions de baixa intensitat. Va ascendir a comandant en cap de les forces terrestres del Regne Unit de 1982 a 1985 i va ser general d'ajudant de camp de la reina Isabel II de 1983 a 1985.

## Orígens i educació
Va ser fill del vicealmirall Sir Henry Kitson i de Marjorie de Pass, filla de Sir Eliot de Pass. El seu oncle Frank de Pass va ser el primer jueu que va rebre la Creu Victòria. Kitson va ser educat a l'escola Stowe.

## Carrera militar
El 23 de febrer de 1946 es va unir a l'Exèrcit britànic com a tinent segon en una comissió d'emergència de la Brigada de Fusellers. El 10 d'abril de 1948 (amb antiguitat a partir del 15 de desembre de 1947) va ser nomenat membre d'una comissió ordinària com a tinent i el 15 de desembre de 1953 ascendit a capità. L'1 de gener de 1955 va rebre la Creu Militar (MC) pel seu servei contra la Rebel·lió del Mau-Mau a Kenya, i el 23 de maig de 1958 se li va atorgar una barra pel servei a l'Emergència malaia (també coneguda com la Guerra d'Alliberament Nacional Anti-Britànica) succeït l'any anterior. La citació de la barra deia: 
 
| « | L'Oficina de guerra, 23 de maig de 1958. La REINA s'ha complagut amablement aprovar els següents premis en reconeixement dels serveis galants i distingits a Malàisia durant el període del 31 d'agost al 31 de desembre de 1957: Barra a la Creu Militar. Capità (comandant temporal) Frank Edward Kitson, M.C. (362061), La Brigada de Fusellers. Per a una habilitat i un lideratge excepcionals com a comandant de companyia durant les operacions a la selva. Amb la seva devoció al deure va aconseguir la pràctica eliminació de dues branques del partit comunista en una zona difícil. | » |

En els honors d'aniversari de 1959 va ser nomenat membre de l'Orde de l'Imperi Britànic (MBE). El 15 de desembre de 1960 va ser ascendit a major, l'1 de juliol de 1964 tinent coronel brevet, i el 31 de desembre de 1966 al grau substantiu. En els honors d'Any Nou de 1968 va ser nomenat Oficial de l'Orde de l'Imperi Britànic (OBE). El 31 de desembre de 1969 (amb antiguitat a partir del 30 de juny de 1969) va ser ascendit a coronel, i el 30 de juny de 1970 a brigadier.
Des de setembre de 1970 va comandar la 39a Brigada Aerotransportable, que constava de vuit batallons (que canviaven sovint) en viatges curts de quatre mesos. Normalment s'adjuntava una brigada més com a reserva de brigada, però aquesta es podia emprar en un altre lloc segons fos necessari. El 15 de febrer de 1972 va ser ascendit a Comandant de l'Orde de l'Imperi Britànic (CBE) pel seu servei operatiu a Irlanda del Nord l'any anterior. Segons el polític social-demòcrata nord-irlandès Paddy Devlin, Kitson «probablement va fer més que qualsevol altre individu per agreujar les relacions entre la comunitat catòlica i les forces de seguretat» a Irlanda del Nord. El 22 de gener de 1976 va esdevenir oficial general al comandament de la 2a divisió, amb el grau de major general en funcions, amb una promoció substantiva posterior el 5 d'abril de 1976 (i antiguitat a partir del 2 de juny de 1974), i liderant la seva redesignació com a divisió blindada a Alemanya abans de deixar el càrrec el 28 de febrer de 1978. Aleshores va ser comandant del Staff College, Camberley, del 5 de març de 1978 al 18 de gener de 1980. En els Honors d'Any Nou de 1980 va ser nomenat Cavaller Comandant de l'Orde del Bany (KCB). El 17 de març de 1980 va ser nomenat comandant en cap adjunt de les Forces Terrestres del Regne Unit i inspector general de l'exèrcit territorial, amb una promoció substantiva a tinent general (i antiguitat anterior al 17 d'agost de 1979). Va ocupar aquests nomenaments fins al 30 de maig de 1982, i després es va convertir en comandant en cap de les Forces Terrestres del Regne Unit l'1 de juliol de 1982 amb rang local de general.
Com és tradicional per als oficials superiors de l'exèrcit britànic, va ocupar una sèrie de càrrecs més honorífics: comandant coronel del 2n Batalló, Royal Green Jackets des de l'1 de gener de 1979 fins a l'1 de gener de 1987; coronel honorari al Cos de Formació d'Oficials de la Universitat d'Oxford del 21 de juliol de 1982 al 21 de juliol de 1987; i ajudant de camp general de la reina del 14 de febrer de 1983 a 1985. En els Honors d'Any Nou de 1985 va ser ascendit a Cavaller de la Gran Creu de l'Orde de l'Imperi Britànic (GBE). El 19 de juny de 1989 va ser nomenat tinent adjunt de Devon.

### Irlanda del Nord
En jubilar-se, va donar proves a l'Enquesta Saville sobre els esdeveniments del Diumenge Sagnant a Irlanda del Nord.
El 27 d'abril de 2015, Kitson i el Ministeri de Defensa del Regne Unit van ser demandats per negligència i malversació en el càrrec per Mary Heenan, la vídua del capatàs nord-irlandès Eugene «Paddy» Heenan, que va ser assassinat, juntament amb tres homes més, quan l'any 1973 membres de l'Associació de Defensa de l'Ulster (UDA) van llançar una granada de mà a un vehicle que transportava 15 treballadors a l'obra d'una escola catòlica de Gilnahirk, a la zona oriental de Belfast, preminentment lleialista. La demanda va afirmar que Kitson era «responsable personalment de la negligència i la negligència en els càrrecs públics» a causa del fet que suposadament va ser «temerari sobre si els agents de l'estat estarien implicats en l'assassinat».

## Vida personal
El 1962 es va casar amb Elizabeth Spencer, el pare de la qual, el coronel Charles Spencer, era coronel dels 12è Royal Lancers. El juny de 2015, la muller de Kitson va ser nomenada OBE a la llista d'honors de l'aniversari de la reina, pel seu treball amb la Federació de Famílies de l'Exèrcit. Van tenir tres filles: Catherine Alice, Rosemary Diana i Marion Ruth.
El 2 de gener de 2024 va morir a casa seva, a Yelverton, Devon, a l'edat de 97 anys. Al l'hora d'escriure sobre la seva mort, The Irish News el va descriure com una figura d'odi i va citar el desaparegut fundador del Partit Socialdemòcrata i Laborista (SDLP), Paddy Devlin, dient que Kitson «probablement va fer més que qualsevol altre individu per agredir les relacions entre la comunitat catòlica i les forces de seguretat». El grup de Relatives for Justice va publicar una declaració al The Irish News que Kitson «no va veure justícia definitiva en un tribunal, però la tenacitat de Mary Heenan i famílies com la seva va assegurar que les seves accions deplorables i les seves víctimes mai s'oblidaran».

## Obres seleccionades
Kitson va escriure àmpliament sobre bandes, contrabandes i mesures d'engany, l'ús de desertors i conceptes com pseudo-bandes i pseudo-operacions.

### Llibres
- Gangs and Counter-gangs. Londres: Barrie and Rockliff (1960).
- Low Intensity Operations: Subversion, Insurgency and Peacekeeping Londres: Faber and Faber (1971); Hamden: Archon Books (1974) ISBN 978-0208014733.
- Bunch of Five. Londres: Faber and Faber (1977).
- Warfare as a Whole (1987).
- Directing Operations. Londres: Faber and Faber (1989) ISBN 978-0571152445.
- Prince Rupert: Portrait of a Soldier. Londres: Constable & Robinson (1994). ISBN 978-0094737006.
- Prince Rupert: Admiral and General-at-sea. Londres: Constable & Robinson (1998). ISBN 978-0094798502 OCLC 39479520.
- Old Ironsides: The Military Biography of Oliver Cromwell. Londres: Weidenfeld & Nicolson (2004). ISBN 978-0297846888.
- When Britannia Ruled the Waves: The Heyday of the Royal Navy, Through the Paintings of Vice Admiral Sir Henry Kitson, KBE, CB (1877–1952). Halsgrove (2007). ISBN 978-1841145976

### Col·laboracions en llibres
- Pròleg de Brush Fire Wars: campanyes menors de l'exèrcit britànic des de 1945 de Michael Dewar. Nova York: St. Martin's Press (1984) ISBN 0312106742; Londres: Robert Hale (1984)ISBN 0709196245 OCLC 10913533 (pàgs. 9–10)

### Informes
- Future Developments in Belfast: By Commander 39 Airportable Brigade (4 de desembre de 1971)